# Anura Kumara Dissanayake
Anura Kumara Dissanayake (syng. අනුර කුමාර දිසානායක, tamil. அநுர குமார திசாநாயக்க; ur. 24 listopada 1968 w Galeweli) – lankijski polityk, od 2014 lider Ludowego Frontu Wyzwolenia (JVP). Od 2024 prezydent Sri Lanki.

## Życiorys
Wychowywał się w Kekirawie, w dystrykcie Anuradhapura, w rodzinie z klasy średniej. W 1995 ukończył fizykę na University of Kelaniya. W trakcie studiów działał w Socjalistycznym Związku Studentów (studenckim skrzydle JVP). W 1997 stanął na czele Socjalistycznej Organizacji Młodzieży (organizacji młodzieżowej JVP).
W 2000 po raz pierwszy został wybrany do Parlamentu. Sprawował mandat parlamentarny nieprzerwanie do 2024. Od 10 kwietnia 2004 do 24 czerwca 2005 był ministrem rolnictwa, ziemi i hodowli zwierzą w gabinecie Chandriki Kumaratungi. Od 2008 kierował frakcją parlamentarną JVP. W tym samym roku wszedł w skład Komitetu Centralnego JVP, zaś w 2014 stanął na czele tej partii. W 2019 kandydował w wyborach prezydenckich, w których zajął 3. miejsce na 35 kandydatów (uzyskał 3,16% głosów). Kandydował na urząd prezydenta również w 2022 (wyboru dokonywał parlament). Otrzymał wówczas 3 głosy, na ogólną liczbę 223. Zainicjował również powstanie lewicowej koalicji Narodowa Siła Ludu (NPP). Zwyciężył w powszechnych wyborach prezydenckich w 2024. W pierwszej preferencji oddano na jego kandydaturę 42,31% głosów, zaś w drugiej preferencji (z udziałem dwóch kandydatów) uzyskał 55,89% głosów.
23 września 2024 objął urząd prezydenta. Następnego dnia, rozwiązał parlament i zarządził przedterminowe wybory na 14 listopada.